# Carmichaelmijn
De Carmichaelmijn is een project om in het noorden van het Galilee-bekken, in Centraal-Queensland (Australië), een mijn uit te baten voor het winnen van thermische steenkool. De winning zou zowel in dagbouw verlopen, als ondergronds. Op volle capaciteit kan de mijn tot 60 miljoen ton steenkool per jaar produceren, en daarmee tot de grootste ter wereld behoren.  
Voor het transport van de steenkool naar de diepzeehaven van Abbot Point, 25 km ten noorden van Bowen, zou een nieuwe spoorlijn aangelegd worden.
Het Carmichael-project is een initiatief van Adani Mining Pty Ltd, een onderdeel van de Indiase Adani Group, een conglomeraat met activiteiten in de sectoren energieproductie, mijnbouw, logistiek en agribusiness. Het project, waarmee een investering van 16,5 miljard US-dollar gemoeid is, zou in de eerste dertig jaar van exploitatie tot 22 miljard aan belastingen kunnen opbrengen, en regionaal voor heel wat werkgelegenheid zorgen. 
In 2010 werd officieel gestart met het opstellen van een milieueffectenrapport. Het voorontwerp van het Carmichael-project kreeg in 2010 een eerste maal het groene licht, en werd in 2014 goedgekeurd door de deelregering van Queensland. Nadien volgde een eerste goedkeuring op federaal niveau. Gezien de complexiteit van het project en de vele betwistingen, zijn echter nog niet alle plannen definitief goedgekeurd. 
Het project is intussen gestoten op een hele reeks hindernissen en tegenstand. Een economische handicap is het steeds verder afnemend rendement van fossiele brandstoffen voor de elektriciteitsproductie, in vergelijking met hernieuwbare bronnen. Ook tegen de aanleg van de nieuwe spoorlijn is verzet gerezen. 
En dan is er ecologische impact van het project, die heel wat burgerprotest heeft uitgelokt. Tegenstanders vrezen vervuiling van het grondwater, schade aan het Groot Barrièrerif en in het algemeen de CO2-uitstoot.
Ook vanuit de inheemse bevolking kwam tegenkanting, hoewel hun actie niet altijd in lijn lag met die van de milieugroepen: volgens critici worden landrechten van inheemse bevolkingsgroepen onvoldoende erkend door de milieubeweging. Toch verkreeg het project op 13 juni 2019 de goedkeuring van het Milieuministerie in Queensland, zodat na negen jaar de werken van start zouden gaan.
In juli 2019 werd begonnen met de bouw, en in juni 2021 werd de eerste steenkool gedolven. Het protest hield echter aan, en beursmakelaar Glass Lewis waarschuwde Adani-aandeelhouders voor een “wereldwijd onpopulaire mijn” en “riskant managementgedrag”.